# Annual Review of Neuroscience
Annual Review of Neuroscience è una rivista accademica sottoposta a revisione paritaria, che pubblica articoli di revisione relativi alle scienze neurologiche. È stata fondata nel 1978 e da allora è stata pubblicata dall'Annual Reviews. Il redattore e fondatore W. Maxwell Cowan ha diretto il comitato editoriale fino alla sua morte nel 2002. Gli attuali co-redattori sono Mary E. Hatten e Botond Roska. A partire dal 2023, la rivista è pubblicata in modalità di accesso aperto, secondo il modello editoriale del Subscribe to Open.

## Storia
Nel 1975, la casa editrice Annual Reviews tenne due riunioni a New York in concomitanza con l'incontro annuale della Society for Neuroscience. Durante tali incontri, vari neuroscienziati provenienti dagli Stati Uniti e dal Canada concordarono sull'utilità di creare una rivista che pubblicasse un volume annuale di articoli di revisione relativi alle scienze neurologiche.
Il consiglio di amministrazione di Annual Reviews diede l'approvazione finale alla rivista all'inizio del 1976, nominando il primo comitato editoriale il cui caporedattore era W. Maxwell Cowan. Nell'aprile 1976 il comitato editoriale pianificò il primo volume della rivista, che fu pubblicato nel 1978.
A partire dal 2021, è pubblicata sia in edizione a stampa che in formato elettronico. Alcuni articoli sono disponibili online prima della data di pubblicazione del volume.

## Perimetro editoriale
Annual Review of Neuroscience identifica il suo perimetro editoriale con la copertura degli sviluppi significativi della ricerca nel campo delle neuroscienze, incluse le seguenti sotto-discipline: neuroscienze molecolari, neuroscienze cellulari, neuro-sviluppo, neurogenetica, neuroplasticità, neuroscienze dei sistemi, disturbi neurologici, nonché la storia e l'etica delle neuroscienze.

## Indicizzazione
Gli abstract e gli articoli della rivista sono indicizzati da: Scopus, CAB Abstracts, EMBASE, MEDLINE, PsycINFO e Academic Search, tra gli altri.
Secondo il Journal Citation Reports, la rivista ha ricevuto un fattore di impatto per il 2023 pari a 12,1, classificandosi all'undicesimo posto fra 310 riviste censite nella categoria "Neuroscienze".

## Processo editoriale
Al vertice dell'Annual Review of Neuroscience stanno il redattore o alcuni co-redattori. Il redattore è assistito dal comitato editoriale, che comprende i redattori associati, i membri regolari e, occasionalmente, dei redattori ospiti.
I membri ospiti partecipano su invito del direttore e hanno un mandato di un anno. Tutti gli altri membri del comitato editoriale sono nominati dal consiglio di amministrazione di Annual Reviews e hanno un mandato di cinque anni. Il comitato editoriale determina quali argomenti devono essere inclusi in ogni volume e sollecita revisioni da parte di autori qualificati. La revisione paritaria degli articoli accettati è effettuata dal comitato editoriale.

### Redattori dei volumi
Le date indicano gli anni di pubblicazione in cui qualcuno è stato accreditato come caporedattore o co-redattore di un volume di una rivista. Il processo di pianificazione di un volume inizia molto prima della sua pubblicazione. Un redattore poteva comunque essere presentato come caporedattore di un volume che aveva contribuito a pianificare, anche se era andato in pensione o deceduto prima della sua pubblicazione.
- W. Maxwell Cowan (1978–2002)[9]
- Steven E. Hyman (2003–2017)[10]
- Huda Y. Zoghbi (2018–2019)[11][12]
- Zoghbi e Botond Roska (2020-2024)[13]
- Roska e Mary E. Hatten (2025-)[14]

### Comitato editoriale
Al 2025, il comitato editoriale, oltreché dai redattori, è composto dai seguenti membri:
- Mark L. Andermann
- Rui M. Costa
- Peter Dayan
- Gordon Fishell
- Hailan Hu
- Michelle Monje Deisseroth
- Michael N. Shadlen
- Catherine S. Woolley